# Ромеро Гормас, Лейре
Лейре Ромеро Гормас (исп. Leyre Romero Gormaz; род. 6 апреля 2002, Испания) — испанская теннисистка. Победительница трёх турниров WTA 125 в парном разряде; победительница двенадцати турниров ITF (7 — в одиночном разряде).
Бывшая 39-я ракетка мира в юниорском рейтинге ITF (2020).

## Общая биография
Родилась 6 апреля 2002 года в Испании.

## Спортивная карьера
В 2021—2024 годах стала победительницей семи турниров ITF в одиночном разряде.
И в 2021—2024 годах стала победительницей ещё трёх турниров WTA 125 и пяти турниров ITF в парном разряде.

### 2025
В мае 2025 года прошла квалификацию, в финале которой обыграла польcкую теннисистку Линду Климовичову, и впервые попала в основную сетку турнира Большого шлема — Открытого чемпионата Франции в одиночном разряде, где в первом круге победила француженку Тьянцоа Ракотомангу-Ражану, но во втором круге проиграла 18-й ракетке мира россиянке Людмиле Самсоновой со счётом 3-6, 3-6.
В конце июня 2025 года участвовала в квалификации на Уимблдонский турнир, но в полуфинале квалификации проиграла аргентинке Солане Сьерра со счётом 4-6, 4-6.